# 小行星8294
小行星8294（英語：8294 Takayuki）是一颗围绕太阳公转的小行星。1992年10月26日，圓舘金、渡邊和郎在北见发现了此天体。
这颗小行星的绝对星等为232.44415等。